# Самсонов, Валерий Степанович
Вале́рий Степа́нович Самсо́нов (род. 1931) — советский футболист. Играл на позиции нападающего.

## Карьера
Во второй половине сезона 1957 года выступал за минский «Спартак», проводивший первый сезон в высшей союзной лиге после возвращения из класса «Б». Дебютный матч в высшей лиге сыграл 3 июля 1957 года против киевского «Динамо». Единственный гол на высшем уровне забил в своём втором матче чемпионата страны — 20 августа 1957 года в ворота московского «Торпедо». Всего за половину сезона сыграл за минчан 5 матчей и забил один гол в высшей лиге, а также провёл 2 матча в Кубке СССР.
О большей части остальной карьеры сведений нет. В 1961 году играл в классе «Б» за махачкалинское «Динамо». Возможно был игроком воронежских «Крыльев Советов» и победителя Кубка СССР среди КФК (1963) московской «Стрелы».